# Mafia III
Mafia III je herní projekt studia Hangar 13, který je distribuován společností Take-Two Interactive. Akční TPS hra byla vydána 7. října 2016 jako třetí díl volně na sebe navazujících původem českých her Mafia: The City of Lost Heaven (2002) a Mafia II (2010). Je hratelná na PC, Xbox One a na PlayStation 4.

## Děj
Po první Mafii z meziválečného období a druhého dílu z doby po 2. světové válce se děj Mafie III odehrává kolem roku 1968 v New Bordeaux, městě na jihu Spojených států amerických, které je fiktivní obdobou skutečného New Orleans. Hlavní hrdina se jmenuje Lincoln Clay. Jako sirotek touží po rodině. Když se po válce ve Vietnamu vrátí do New Bordeaux, připojí se proto k černošskému gangu The Black Mob. Poté, co přežije pokus o vraždu italskou mafií, přijde však o své blízké, založí si vlastní zločineckou organizaci a přemýšlí nad pomstou. Po boku mu jsou tři postavy: Burke, Cassandra a Vito Scaletta, hlavní postava z předchozího dílu. O něm bylo oznámeno, že mu Lincoln připomíná sama sebe v mládí, a údajně vývojáři dobře promysleli, proč se z Empire Bay přestěhoval do New Bordeaux. Jako afroamerický míšenec naráží Lincoln Clay často na atmosféru rasismu v tehdejší americké společnosti.

## Gameplay
Hráči hrají za postavu Lincolna Claye, veterána z vietnamské války, a z pohledu třetí osoby. Zápletka se hráči prezentuje jako výpověď před komisí, zčásti jako dokumentární film, kdy na Claye a jeho skutky vzpomínají jeho známí. Hra je zasazena do roku 1968 a má otevřený svět, který hráči mohou prozkoumávat. V jednotlivých misích mají hráči více možností, jak je vyřešit. Například klasickou metodou střílení, nebo metodou tajného plížení bez povšimnutí nepřátel. Hra má také systém krytí se za různé objekty, podobně jako tomu bylo u Mafie II. Hráči také mohou vyslechnout nehratelné postavy poté, co je porazí, aby se dozvěděli více informací.
Při přestřelkách je možné využívat řadu různých zbraní, od pistole po pušku s optickým zaměřovačem, možné je i poněkud nereálné vidění skrz zdi. Mezi souboji se hrdina přesouvá řízením aut, kterých je rovněž na výběr více a hra umožňuje zapnout „simulační mód“ k realističtějšímu provedení jízdních vlastností různých vozů. Novinkou je možnost rozdělovat vliv nad městskými částmi svým společníkům nebo přivolat si auto na jakékoli místo.

## Odhalení
Příprava hry byla oznámena nejprve 28. července 2015 na stránce společnosti 2K United Kingdom. České studio 2K Czech, stojící za předchozími dvěma díly, oznámilo na svých oficiálních stránkách, že se na vývoji podílí též.
Nejdříve byla odhalena úvodní fotografie, z které již bylo patrné, že se děj bude odehrávat v 60. nebo 70. letech dvacátého století v USA. Na události Gamescom v německém Kolíně 5. srpna 2015 byl odhalen trailer, v němž účinkuje hlavní postava, jedoucí k jezeru s obětí, která se údajně navážela do jeho vlastní rodiny, a na konci traileru k hlavní postavě dorazí další tři lidé: Burk, Cassandra a Vito Scaletta. Dále autoři slíbili dokončení příběhu Joa, druhé nejdůležitější postavy z Mafie 2. Na svém twitterovém účtu totiž odpověděli na otázku „Co se stalo s Joem a s Vitem?“ následovně: „Nothing to share just yet... But here's Vito!“ – v překladu „Nic ke zveřejnění, zatím, ale zde je Vito!“ Dále byl také odhalen první záběr ze hry.

## Mafia III a Češi
Hru Mafia mnoho lidí považuje za kulturní bohatství České republiky, zejména co se týče první části hry. U třetího dílu je to ale všechno jinak, jako oficiální vývojář je reprezentován Hangar 13. Firma 2K Czech je sice v oficiálních materiálech jmenovaná, ale pouze v rámci upozornění na ochrannou známku. Na Mafii III pracují desítky Čechů, proto byly pro hru potvrzeny i české titulky, český dabing však nebyl vytvořen. Z pohledu tvůrců jde ovšem o americkou hru.

## Přijetí
BonusWeb hodnotil hru celkově 60 procenty, jako pozitivní hodnotil zejména kvalitně zpracované a neokoukané prostředí, vynikající soundtrack a české titulky. Mezi negativy zdůraznil zejména množství opakujících se misí, technické chyby, zastaralou grafiku a nefungující strategickou nadstavbu. Podle recenzenta webu Honzy Srpa „[se] Mafia 3 razantně odklonila od původní myšlenky a je ve výsledku jen průměrnou městskou akcí.“ Současně uvedl: „Na Mafii je vidět pořádný kus práce a spíše než na samotné autory by měl káravý prst (nebo zdvižený prostředníček) mířit spíše na producenty, kteří vydání evidentně uspěchali.“ Čtenáři webu byli oproti recenzentovi přísnější a z asi tisícovky bodujících byla k 7. červenci 2017, devět měsíců po vydání hry, souhrnná hodnota 37 %.
Recenzent webu Games.cz Jan Slavík udělil hře 5 bodů z možných 10 s tímto shrnujícím verdiktem: „Průměrná městská akce, která nenabízí nic, čím by se výrazněji vymezila proti konkurenci. Vcelku dobře se v ní jezdí i střílí, je zajímavá zasazením, ale brzy začne nudit kvůli otravnému opakování těch samých činností. Je technicky nedokonalá, ale s výborným ozvučením a kvalitním podáním příběhu, který je však v jádru opět pouze průměrný.“